# 리푸아리아어

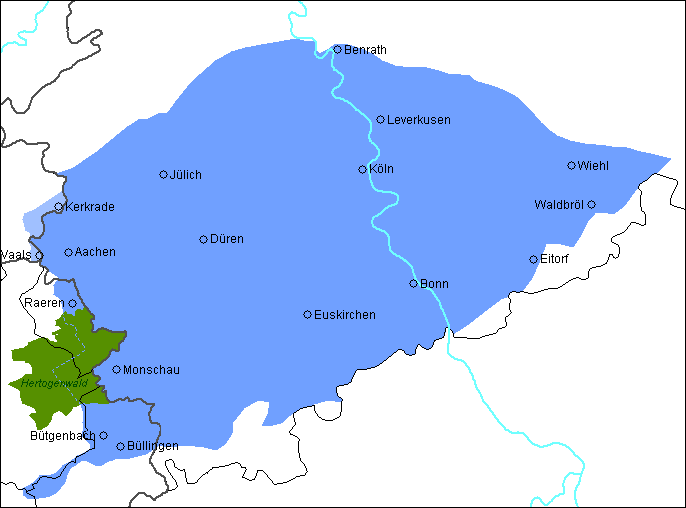
리푸아리아어의 사용 지역. (초록색은 사람이 거의 살지 않는 삼림지대.)

리푸아리아어(독일어: Ripuarisch) 또는 리푸아리아 프랑크어는 서중부 독일어에 속한 독일어의 방언군이다. 모젤 프랑크어와 함께 중부 프랑크어라는 분류를 이루며, 이는 더 나아가 네덜란드의 저지 프랑크어와 방언 연속체 관계이다. 벤라트선 이남의 라인란트 지역에서 사용되며, 이는 뒤셀도르프, 쾰른, 아헨, 발트브뢸을 포함한다. 이름은 고대 프랑크족의 양대 분파 중 하나로서 이 지역에 정착했던 리푸아리인에서 유래했다.